# ブロードウェイ (バンド)
ブロードウェイ (Broadway) とは、アメリカのフロリダ州出身のポスト・ハードコアバンドである。

## 略歴
2007年に結成。メンバーはそれぞれ別のバンドで活動をしており、そのときに出会ったのが今のメンバーである。後にボーカルであるMishaが加わるが、彼がBroadwayを結成してから初めて加わったメンバーということになる。
地元の主要なライブハウスではチケットのソールドアウトを達成した。そして、2009年にUprising Recordsと契約。同年には1stアルバムである『Kingdoms』をリリースする。
さらにこの作品ではゲストボーカルとしてChiodosのCraig Owens、EmarosaのJonny Craigが参加している。
2014年7月11日にはUprising Recordsからの脱退と3rdアルバムのリリースが発表された。

## メンバー

### 最終ラインナップ
- ミーシャ・カマチョ / Misha Camacho - ボーカル、ピアノ (2008年 − 2015年、2016年)
- フェリペ・サンチェス / Felipe Sanchez - リードギター (2012年 − 2015年)
- ショーン・コナーズ / Sean Connors - リズムギター、バッキングボーカル (2009年 − 2015年)

### 元メンバー
- ガブリエル・フェルナンデス / Gabriel Fernandez - ベース (2009年 − 2010年、2016年)
- ブライアン・カマラ / Bryan Camara - ギター (2009年 − 2012年、2016年)、バッキングボーカル (2016年)
- ジェイク・ガーランド / Jake Garland - ドラム、バッキングボーカル (2007年 − 2012年、2016年)
- ジャック・ファウラー / Jack Fowler - リードギター (2008年 − 2011年、2016年)
- カイル・コグバーン / Kyle Cogburn - ベース (2008年 − 2009年)
- デイブ・アギラール / Dave Aguilar - リズムギター (2007年 − 2009年)
- ウィル・マリン / Will Marin - ベース (2007年 − 2008年)
- ニック・トロンビーノ / Nick Trombino - リードギター (2007年 − 2008年)
- ジェイソン・コールマン / Jason Coleman - ボーカル (2007年 − 2008年)

## ディスコグラフィー
- Kingdoms (2009) - 1stアルバム
- Gentlemen's Brawl (2012) - 2ndアルバム
- Contexture: Gods, Men, and the Infinite Cosmos (2015) - 3rdアルバム